# Daniel Varela de Pina
Daniel David Varela de Pina, né le 7 août 1996 à Santa Cruz, est un boxeur capverdien.

## Biographie
Daniel Varela de Pina est le porte-drapeau du Cap-Vert lors de la cérémonie de clôture des Jeux olympiques d'été de 2020 à Tokyo.
Il est médaillé de bronze dans la catégorie des poids coqs aux Championnats d'Afrique de boxe amateur 2022 à Maputo.
Il est nommé porte-drapeau de la délégation du Cap-Vert aux Jeux olympiques d'été de 2024 en compagnie de la judokate Djamila Silva.
Le 4 août 2024, il décroche une médaille de bronze dans la catégorie des moins de 51 kg. Il est devient alors le premier athlète capverdien à remporter une médaille olympique, un exploit qui a été largement célébré dans son pays natal.